# Милан Громовић
Милан Громовић (Чачак, 17. децембар 1988) српски је универзитетски научни радник, историчар књижевности и књижевни критичар. На Филозофском факултету у Новом Саду запослен је у звању научног сарадника. Докторирао је на теми Византијске теме и мотиви у српској поезији друге половине двадесетог века под менторством проф. др Горане Раичевић. Пише поезију, прозу, есеје и књижевну критику. Активни је члан Матице српске од 2012. године. Уредник је у часописима Serbian Studies у Вашингтону и Зборник за језике и књижевности Филозофског факултета у Новом Саду. Истражује рефлексе средњовековне и византијске духовности и естетике у српској књижевности 19, 20. и 21. века.

## Биографија
Милан Громовић води порекло од фамилије Громовић са Јавора, чији је зачетник Хаџи Проданов буљубаша Громо Милосављевић из Опаљеника код Кушића.
У родном граду завршио је Основну школу „Вук Караџић” и Машинско-саобраћајну школу. Као средњошколац написао је прве песме и новинске чланке које је публиковао у ђачким новинама Школарац (уредник проф. Бојан Недељковић). Активно ради као новинар-волонтер у локалном Xanadu радију. Изражава велико интересовање за рокенрол и учествује у музичкој сцени Чачка као певач и гитариста хеви метал бенда Артерија. Од јесени 2007. године напушта бенд и новинарске послове и одлази на студије на Универзитет у Новом Саду. 
Студирао је на Филозофском факултету на Одсеку за српску књижевност (2007–2011), где је дипломирао (2011), одбранио мастер рад Византија у делу Ивана В. Лалића (2012) и докторирао на теми Византијске теме и мотиви у српској поезији друге половине двадесетог века (2023). За време студија био је волонтер хуманитарног Центра "Срце" и Дечјег села у Новом Саду, гитариста новосадских рок бендова Газирани пацови и Др Фендлер. Учествовао је у раду Наставно-научног већа Филозофског факултета и у Радној групи за контролу квалитета факултета на Филозофском факултету у Новом Саду. Учествује у раду Етичке комисије Филозофског факултета у Новом Саду. Члан је неколико научних и организационих одбора националних и међународних научних и образовних конференција.
Милан Громовић је идејни творац трокњижја зборника које је резултат организације три међународна научна скупа у сарадњи са проф. др Гораном Раичевић и проф. др Светланом Томин: Савремено српско песништво и ново средњовековље: Византијске теме и мотиви (пурпурна књига), Анђели у књижевности (плава књига) и Поетика Светислава Мандића (жута књига).
Као професор српског језика и књижевности предавао је у Гимназији "Јован Јовановић Змај" у Новом Саду (практична настава, 2011), Машинско-саобраћајној и уметничкој школи у Чачку (2011–2013) и у Основној школи "Академик Миленко Шушић" у Гучи (2013–2018). У својству универзитетског научног радника запослен је на Филозофском факултету Универзитета у Новом Саду од 2018. године, у звању истраживач-приправник (2018–2019), истраживач-сарадник (2019–2023) и научни сарадник (2023–). Са супругом Бојаном Кулиџан Громовић покренуо је удружење Књижевље.
Научне студије, текстове и чланке из историје књижевности објављује на српском, енглеском и руском језику.
Громовић је био ангажован као гостујући предавач на неколико универзитета ван Србије: Универзитет у Марибору - Филозофски факултет, Универзитет у Источном Сарајеву - Филозофски факултет, Универзитет у Бањој Луци - Филолошки факултет.
Члан је Одељења за књижевност Матице српске; научне заједнице The North American Society for Serbian Studies (NASSS) у Сједињеним Америчким Државама; Просвјете Републике Српске; Међународног центра за православне студије у Нишу; Српског књижевног друштва, Друштво књижевника Војводине; Српске књижевне задруге; Удружења књижевника Србије; Културног удружења „Наше Драгачево“ и Књижевног клуба „Драгослав Грбић“.
Члан је жирија за Бранкову награду и Награду Друштва књижевника Војводине за књигу године.
Ожењен, отац Растка, Његоша и Јефимије.

## Научни и књижевни рад
Публиковао је преко 100 научних и стручних радова у научним књижевним часописима и зборницима радова. Учествовао је у раду више од 70 националних и међународних конференција. Члан је истраживачког тима на научноистраживачком пројекту Свети Сава у српској духовности и култури Међународног центра за православне студије Универзитета у Нишу. Члан је предавачког тима у два акредитована семинара за усавршавање наставника српског језика и књижевности. 

### Научне монографије[11]
- Записи из студентског дома: Према есејима о књижевности. Крагујевац: Студентски културни центар, 2014.
- Плаво прозорје: Византијска духовност и сродни аспекти српског песништва 20. века.[12] Нови Сад: Академска књига, 2023.[13] [14]
- Рашке очи српске књижевности: Средњовековна естетика у српској књижевности 19. и 20. века. Нови Сад: Академска књига, 2025.[15]

### Приређивачки рад
- У армираним слоговима. Избор из поетског стваралаштва младих чачанских песника. Чачак: Градска библиотека Владислав Петковић "Дис", 2018.
- Савремено српско песништво и ново средњовековље: Византијске теме и мотиви. Нови Сад: Филозофски факултет, 2020.
- Темат „New Medievalism: Byzantine Motifs in Contemporary Serbian Poetry” у часопису Serbian Studies у Вашингтону, 2021.
- Милорад Павић, Палимпсести. Београд: Суматра, 2022.
- Анђели у књижевности. Нови Сад: Филозофски факултет, 2023.
- Поетика Светислава Мандића. Нови Сад: Филозофски факултет, 2023.
- Бранко В. Радичевић (изабрана дела Бранка В. Радичевића). Нови Сад: Издавачки центар Матице српске, уредник едиције академик Миро Вуксановић, 2023.

### Књиге песама
- Спирала.[16] Сремски Карловци–Нови Сад: Бранково коло, 2020.[17]

## Награде и признања
- „Улазница”. Зрењанин, Народна библиотека "Жарко Зрењанин", 2012.
- „Станислав Препрек”. Награда за поезију. Нови Сад, Народна библиотека "Стеван Сремац", 2012.
- „Реч у простору“. Награда за кратку причу. Београд, СКЦ, 2013.Милан Громовић са члановима жирија за награду "Слободан Костић"
- „Душко Трифуновић”. Награда за поезију. Нови Сад, Народна библиотека "Стеван Сремац", 2013.
- „Првенац“ за књигу Записи из студентског дома. Према есејима о књижевности. Крагујевац, СКЦ, 2014.
- Годишња награда за најбољег младог истраживача. Нови Сад, Филозофски факултет, 2020.
- „Лука Милованов Георгијевић”. Сребреница, Просвјета, 2020.
- Похвалница „Доситејево златно перо”. Београд, Доситејева задужбина, 2020.
- „Стражилово“ за збирку песама Спирала. Сремски Карловци, Бранково коло, 2020.[18]
- „Слободан Костић“ за књигу Плаво прозорје.[13] Мало Речане, Косово и Метохија, Удружење поштоваоца дела С. Костића, 2024.[19]